# Rolf Steffenburg
Rolf Steffenburg (Gävle, 14 maart 1886 – Stockholm, 18 maart 1982) was een Zweeds zeiler.
Steffenburg won tijdens de Olympische Spelen 1920 in het Belgische Antwerpen de gouden medaille in de 30m² klasse. Steffenburg en zijn ploeggenoten waren de enige deelnemers in deze klasse.
Steffenburg was directeur werd in 1943 directeur van Handelsbanken.

## Olympische Zomerspelen
| Jaar | Plaats    | Resultaten  |
| ---- | --------- | ----------- |
| 1920 | Antwerpen | 30m² klasse |